# Admiralitätsstraße
Die Admiralitätsstraße (englisch Admiralty Sound; spanisch Paso Almirantazgo (Chile), Estrecho Bouchard (Argentinien)) ist eine Meerenge etwa 75 km südlich der Spitze der Antarktischen Halbinsel. Sie verläuft von Nordost nach Südwest und trennt die James-Ross-Insel im Nordwesten von der Seymour-Insel und der Snow-Hill-Insel im Südosten.

## Geographie
Die Admiralitätsstraße ist etwa 55 km lang, im Bereich der Markham-Bucht etwa 20 km, im südwestlichen Teil aber nur 5 km breit. An ihrem Ausgang zum Erebus-und-Terror-Golf liegt die Cockburn-Insel, am südwestlichen Ausgang die Lockyer-Insel. Die Ufer der Admiralitätsstraße sind im südwestlichen Teil stark vergletschert, während die Seymour- und Cockburn-Insel im Sommer schneefrei sind. Alle Inseln im Bereich der Admiralitätsstraße sind reich an Tier- und Pflanzenfossilien aus der Kreide und dem Tertiär.

## Geschichte
Am 6. Januar 1843 entdeckte James Clark Ross die nördliche Einfahrt in die Straße, die er Admiralty Inlet nannte. Erst Otto Nordenskjöld erkannte als Leiter der Schwedischen Antarktisexpedition von 1901 bis 1903, dass es sich um eine Straße und nicht um einen Meeresarm handelt. Er wies auch den Inselcharakter von Snow Hill und Cape Lockyer nach, die bereits Ross gesichtet hatte. Durch die Entdeckung des Prinz-Gustav-Kanals wurde auch offensichtlich, dass sich Mount Haddington auf einer Insel befindet, der Nordenskjöld den Namen James-Ross-Insel gab. Die Expedition überwinterte zweimal auf der Snow-Hill-Insel, wo ihre Hütte heute als historische Stätte Nr. 38 unter den Schutz des Antarktisvertrags gestellt ist. Ihr Besuch ist streng reglementiert.
Auf der Seymour-Insel befindet sich seit 1969 mit der Marambio-Station die größte argentinische Forschungsstation in der Antarktis.